# Axel Runström
Axel Vilhelm Runström (Estocolm, 15 d'octubre de 1883 – Estocolm, 10 d'agost de 1943) va ser un waterpolista i saltador suec que va competir a principis del segle xx.
El 1908 va guanyar la medalla de bronze en la competició de waterpolo dels Jocs Olímpics de Londres.
En aquests mateixos Jocs va disputar la prova de palanca del programa de salts, en què quedà eliminat en sèries. Quatre anys més tard, als Jocs d'Estocolm, va disputar les proves del trampolí de 3 metres, on fou eliminat en sèries, i palanca alta, on fou sisè.